# Cozumelsmaragdkolibrie
De cozumelsmaragdkolibrie (Cynanthus forficatus synoniem: Chlorostilbon forficatus) is een vogel uit de familie Trochilidae en de geslachtengroep Trochilini (briljantkolibries).

## Verspreiding en leefgebied
De Cozumelsmaragdkolibrie is endemisch op de eilanden zoals Cozumel nabij Yucatán, een schiereiland tussen de Golf van Mexico, Straat Yucatán en de Caraïbische Zee.

## Status
De grootte van de populatie is in 2019 geschat op 20-50 duizend volwassen vogels. Op de Rode lijst van de IUCN heeft deze soort de status niet bedreigd.  